# 免責聲明

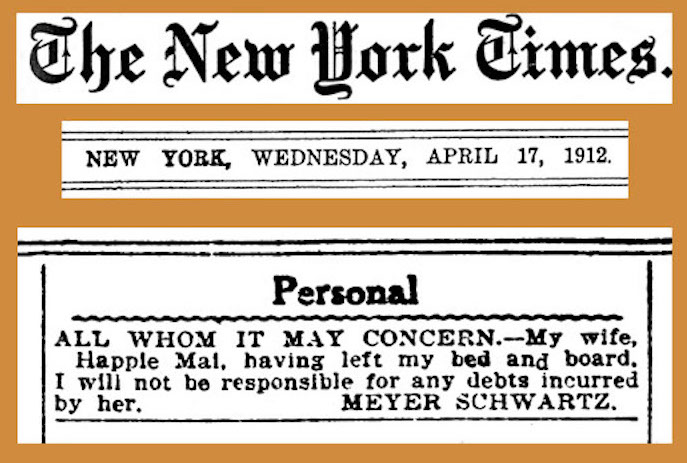
免责声明通常涉及公共安全或业务关系，或者如此处所示，可能属于个人性质。 发布免责声明是试图向可能的要求者提供建设性的通知。

免责声明（英語：Disclaimer）通常是旨在指定或划定法律认可关系中的各方可能行使和执行的权利和义务范围的任何声明。与法律上适用的语言的其他术语形成对比，免责声明一词通常是指涉及某种程度的不确定性，豁免或风险的情况。 